# Cinara micropunctata
Cinara micropunctata är en insektsart som beskrevs av Remaudière, G. och Binazzi 2003. Cinara micropunctata ingår i släktet Cinara och familjen långrörsbladlöss. Inga underarter finns listade i Catalogue of Life.